# 天城橋
天城橋（てんじょうきょう）は、熊本県上天草市大矢野町登立と宇城市三角町三角浦を結び三角ノ瀬戸に架かる、地域高規格道路「熊本天草幹線道路」の道路橋である。全長463.0メートルあり、橋梁形式は鋼PC複合中路式アーチ橋である。

## 建設の背景
天草諸島の上島は、1966年（昭和41年）に天草五橋が完成して宇土半島と結ばれ、離島状態を脱却した。天草五橋のうち、宇土半島から大矢野島へ架かる天草1号橋は、天草のゲートウェイとして天門橋と名付けられた。
こうして開通した天草五橋を通る国道266号は、沿線の日常生活や水産物の輸送路、観光アクセス道路などとして重要な役割を果たしてきた。しかし道路の幅員が狭い、急カーブがあるなどの問題があったほか、九州本土と天草諸島を結ぶ唯一の陸路として、事故や災害の際に交通支障が発生する問題を抱えていた。その後、熊本県では総合計画として、熊本市と県内主要都市を90分で結ぶ構想を打ち出し、その実現のために熊本天草幹線道路を計画した。その一環として、2006年度（平成18年度）より、宇城市三角町三角浦と上天草市大矢野町登立の間の約3キロメートルについて、国道266号大矢野バイパス（三角大矢野道路）として整備に着手することになった。これにより、熊本都市圏と天草市が約90分程度に短縮されるほか、慢性的に発生している交通渋滞を緩和すること、災害時等の代替道路となることなどの効果が期待された。この一環として、天城橋の建設が計画された。工事中の仮称名は新天門橋とされていた。

## 設計
本橋は、観光資源でもある天門橋に並列する海上橋梁であり、全長も長いことから、設計にあたって高度な技術力と景観的配慮が必要であるとされた。このため熊本県では2007年（平成19年）に、九州大学大学院教授の大塚久哲を委員長とする新天門橋技術検討委員会を設置して、計7回にわたる委員会で景観・経済性・耐風安定性・耐震性といった点について検討が行われた。設計基本方針として、初期建設費および維持管理費などのライフサイクルコストの縮減を追求する、周辺景観との調和、天門橋との対比に配慮した橋梁デザインとする、景観性と環境性に配慮して地形改変を最小限に留めることなどが挙げられた。そしてデザインコンセプトとして、現天門橋の繊細かつ緊張感を内在する力強さを損なわず、対比的に技術的進歩が見てとれ、地域に新しい物語が生まれる魅力的な橋を創造する、とした。
こうした条件に基づき検討された橋梁形式は、天門橋と同じトラス橋、吊り構造のエクストラドーズド橋、アーチ橋の3種類で、それぞれ模型を製作して天門橋との並列としての見え方を確認した。そのうえで、水際から急に水深が深くなる現地の状況において海上部に橋脚を設けなくて済むことや、トラス橋に比べて部材が少なくて塗装などの維持管理費を削減できるということから、アーチ橋が高く評価された。維持管理費については、天門橋に比べて100年間で約6分の1にできると見込まれている。
アーチの構造として、トラス構造を利用したブレースドリブ形式にすると、荷重によって変形することを抑止しやすいが、天門橋と並列したときに景観が煩雑になりかねないとされ、ソリッドリブアーチを用いることでシンプルなシルエットを実現しようとした。そのため、橋桁全体を鋼桁で造るのではなく、側径間に剛性が高く重量のあるプレストレストコンクリート製の箱桁を用いることで、橋の変形を抑える、複合材料の橋とする設計を採用した。側径間を鋼桁にした場合、アーチから桁を支える垂直材を多数配置しなければならないが、剛性の高いプレストレストコンクリートのT形ラーメン桁を採用したことで、側径間の垂直材を廃止することができた。
こうして最終的な橋梁形式は鋼PC複合中路式アーチ橋となり、橋長は463.0メートル、支間長は48.0+362.0+53.0メートルで、アーチ支間長は350メートルとなった。桁下の航路限界の高さは、東京湾平均海面に対して42メートルあり、現地における高潮潮位の東京湾平均海面+2.358メートルの時点でも約39.6メートルが確保されている。道路の規格は第1種第3級の設計速度60 km/hで、暫定2車線の幅員9.5メートルである。歩行者も通行できた天門橋に対して、天城橋は自動車専用道路となっている。また、天門橋は40 km/h制限であったのに対して天城橋は60 km/h制限となったことから、風の影響を強く受けることになり、風速15メートルで通行止めとされることになった。
350.0メートルのアーチ支間長は、日本国内では広島空港大橋の380.0メートルに次ぐもので、ソリッドリブアーチ形式では日本最大である。アーチライズ（アーチを橋台で支えている地点からアーチ頂点までの高さ）は63.3メートルで、ライズ比（アーチライズとアーチ支間の比率）は約1/5.5である。総鋼重は3,985トン、コンクリート量は1,297立方メートルである。

## 建設
1. 路面高に仮設桟橋を設けそこから橋台と橋脚を建設する。
2. ケーブルクレーンを設置し、斜吊り索で支えながらソリッドリブアーチを建設する。
3. 橋脚から両側へPC橋桁を建設しながら、ソリッドリブアーチから部品を吊り上げて鋼補剛桁を取り付ける。
4. 接合桁を取り付ける。
5. 調整桁と閉合桁を取り付けて完成する。

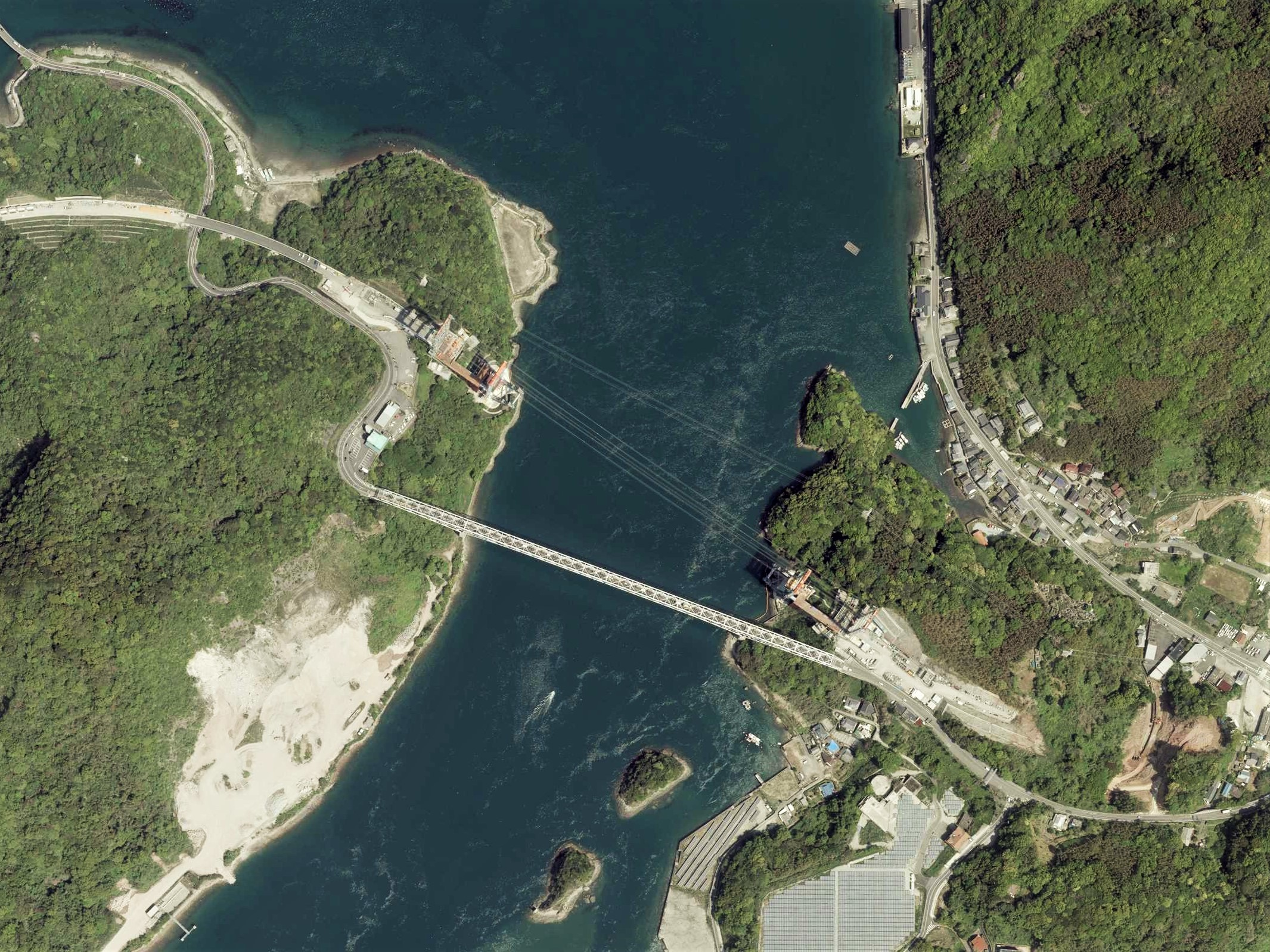
熊本地震直後の2016年4月20日に撮影され空中写真。既存の天門橋に並んで建設中の天城橋。工事用ケーブルが複数張られている様子がわかる。
。

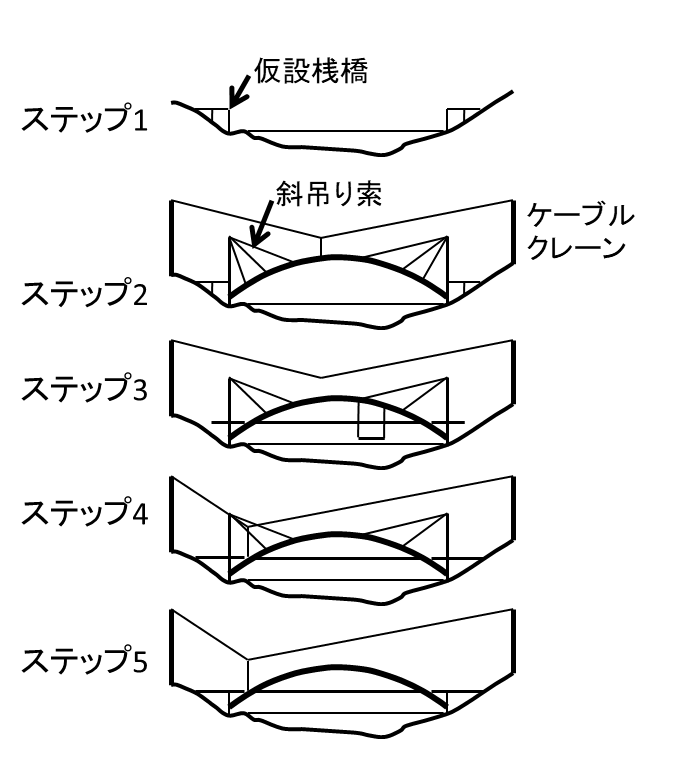

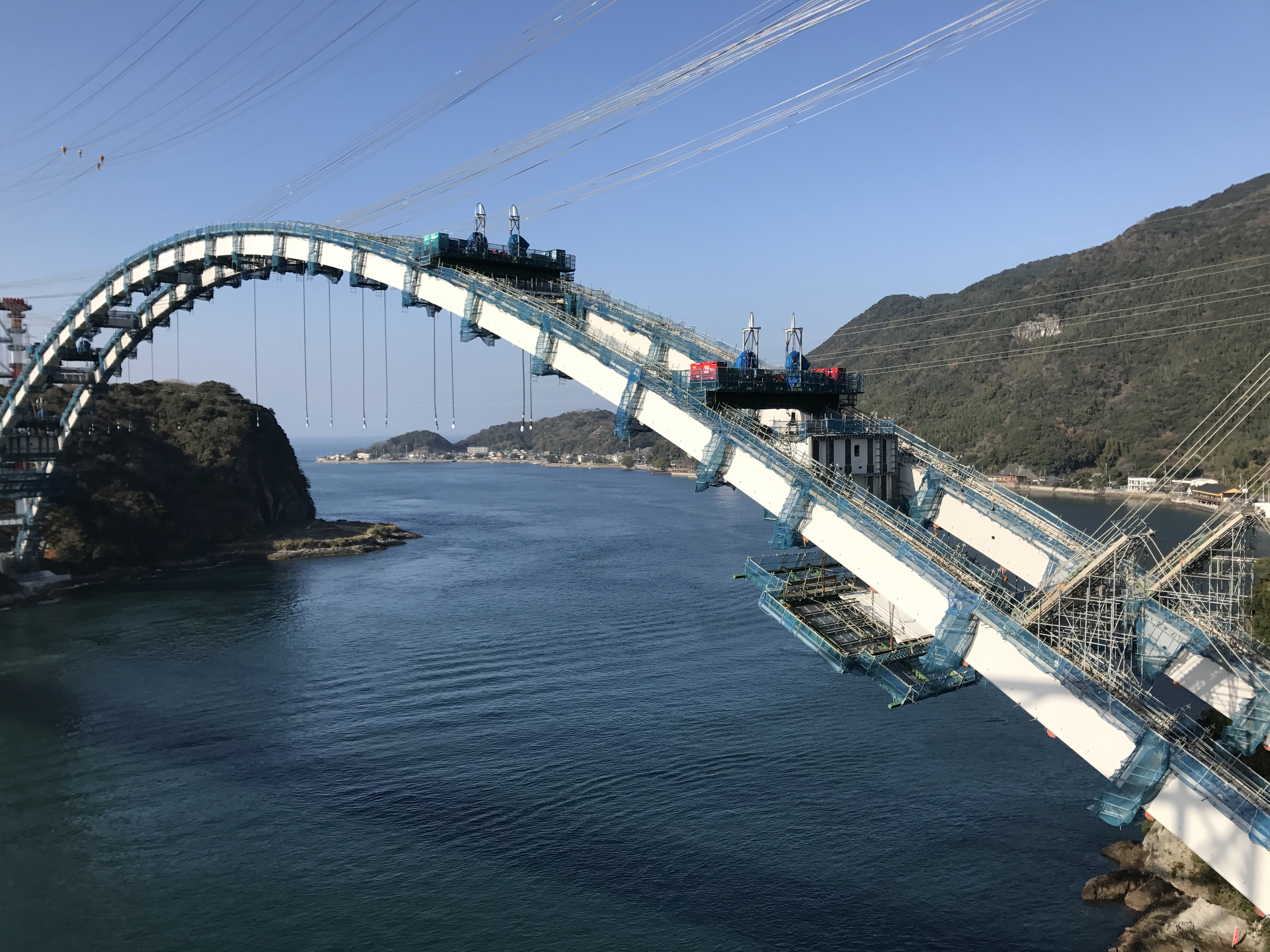
2017年1月の様子

架設現場は天門橋と高圧送電線に挟まれており、わずかな空間に橋を建設しなければならないことから、大型起重機船による一括架設は不可能であった。このため、アーチ部は鉄塔から斜めに張ったケーブルで支えながら架設していくケーブルエレクション斜吊工法が採用された。PC桁は橋脚から海側・陸側へ同時に張り出していく片持架設工法とし、鋼桁（補剛桁）は5ブロックに分けて台船で現地へ運び、直下から吊り上げてつなぎ合わせる台船曳航直下吊工法とした。
架設工事は2014年（平成26年）秋頃から本格化した。まず下部工から施工を行った。両岸の斜面に路面高さの工事用仮桟橋を設けて、ここからアーチ橋台を施工した。このため最大45メートルの落差でコンクリートを打設することになるため、鉛直配管の中をコンクリートが落下する間に材料が分離してしまうおそれがあった。そこで、配管の先端に緩衝装置と練り直しユニットを組み合わせた分離防止装置を取り付けて、材料の分離を防止して打設をおこなった。
2015年（平成27年）に入ると、このアーチ橋台と一体化した鉄筋コンクリート製の橋脚を建設していった。橋脚施工においても仮桟橋上のポンプ車からの圧送で、分離防止装置付きの鉛直配管からコンクリートを打設して、高さ約28メートルの橋脚を完成させ、その後柱頭部を構築した。またこれと並行してアーチ架設に用いるケーブルクレーンの設置を行った。
ケーブルクレーンのための鉄塔は、ヤードの確保や基礎構築の施工性などから、橋台背面に設置することにし、支間長500メートル、高さ88メートルとなった。クレーンの設備は吊り能力28.5トンのものを4系統、吊り能力9.4トンの補助クレーンを1系統の計5系統設置した。2015年（平成27年）4月に、航路を閉鎖して曳船によってパイロットロープの渡海作業が行われ、鉄塔の上に巻き上げてトラックケーブルを張り渡し、10月にケーブルクレーンが完成した。
2015年（平成27年）12月から、アーチリブの架設が開始された。橋台に仮支承を設置してピン支持構造とし、アーチが閉合してからアンカーボルトを締め付けて基部を剛結合とした。アーチのブロックをケーブルクレーンで吊り上げて所定位置に固定し、アーチ橋台上に設けた斜吊り鉄塔から斜めにケーブルを張って、アーチ閉合までの間のアーチを支えた。こうした工事を進めていた途中の2016年（平成28年）4月14日と4月16日、最大震度7の熊本地震が発生し、現場でも震度6弱を記録した。工事現場に特に大きな被害はなかったものの、余震の警戒のために約1か月工事を完全中断し、その後も3か月程度地上での作業を中心に進めた。夏になってから本格的な工事が再開され、11月28日に最後のブロックが挿入されてアーチが閉合した。このブロックには「がんばろう熊本」の表記がされていた。
中央部の鋼補剛桁は大阪府堺市の工場で製作し、全長230メートル近い桁を5分割して組み立てて、輸送台船で現地へ運んで直下吊り工法で設置した。2017年（平成29年）1月から、潮流が止まる3時間ほどを見計らって1日1ブロック（最大長50メートル、重量200トンあまり）の架設作業をおこなった。架設の際には航路を規制するため、規制範囲と時間の最小化を図った。2月20日に最後のブロックの架設が完了した。
PC桁の部分は、2016年（平成28年）2月から橋脚の柱頭部を建設し、9月に完成した。12月からPC桁を架設した。移動作業車による片持ち式工法で、橋台側の側径間は12個のブロックを、中央径間側は13個のブロックを使って建設し、2017年（平成29年）9月に架設工事が完了した。
続いて鋼補剛桁とPC桁の間の接合部の桁を施工した。接続部は、PC桁に接合桁を取り付け、補剛桁に調整桁を取り付け、接合桁と調整桁の間に最後に閉合桁を落とし込むという手順で実施された。鋼桁とPC桁の接合部は、剛性が急変する力学的不連続点であり、作用力をスムーズに伝達できるようにする必要があった。鋼製接合桁をクレーンで設置し、配筋して型枠を組み、コンクリートを充填して接合した。補剛桁とPC桁の双方の施工で累積した誤差が最後に反映されるのが調整桁であるため、現地で誤差を実測して調整桁を後加工して設置した。そして2017年（平成29年）10月に閉合桁の落とし込みを終えて、橋梁構造が完成した。
2018年（平成30年）1月から、斜吊鉄塔などの架設設備の解体工事が行われ、4月から5月にかけて最終工程の橋面工が行われ、橋が完成した。

## 開通
新しい橋の名前は公募され、2,645通の応募の中から熊門橋（くまもんきょう）、新天門橋（しんてんもんきょう）、天空橋（てんくうきょう）、天城橋（てんじょうきょう）、平成天門橋（へいせいてんもんきょう）の5つが候補に選ばれた。この5つの中から人気投票を行い、2,828票の投票中971票を獲得した天城橋に決定された。橋の外観から天にそびえる城を連想させること、また上天草市と宇城市を結ぶことにちなんでいるとされる。選ばれた名前は、開通式に際して蒲島郁夫熊本県知事によって発表された。また開通を記念して、橋の上を自転車で走るイベント、歩いて通り抜けるイベント、橋の上での大綱引き大会など、多彩なイベントが実施された。1966年（昭和41年）の天門橋開通式の際は、台風の影響による風雨の中となってブラスバンドの行進が中止となったが、今回は五月晴れの青空の下で大矢野中吹奏楽団が先導して渡り初めを果たすことができた。2018年（平成30年）5月20日に橋とともに三角大矢野道路が開通し、橋が供用を開始した。費用は、設計費が約2億9000万円、工費が約83億4000万円であった。
完成した橋に対する利用者の評価は、天門橋の渋滞の解消が評価されており、また新旧の橋が重なって1つの橋に見える、歴史を感じると景観面でも評価があった。一方で天門橋がトラスに囲われているのに対し、手すりの低い天城橋は悪天候時の通行に不安があるとの意見もあった。
天城橋は2018年に（平成30年）土木学会田中賞（作品部門）、2024年度（令和6年度）に土木学会デザイン賞 優秀賞を受賞した。